# Springfield Mod. 1861

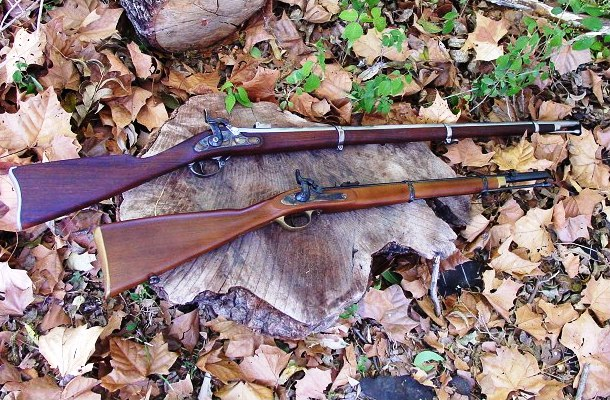
Moschetto rigato Springfield e moschetto Enfield

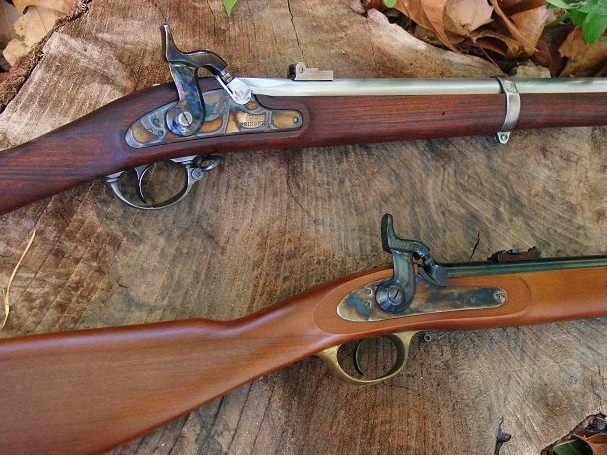
Acciarini Springfield (in alto) ed Enfield

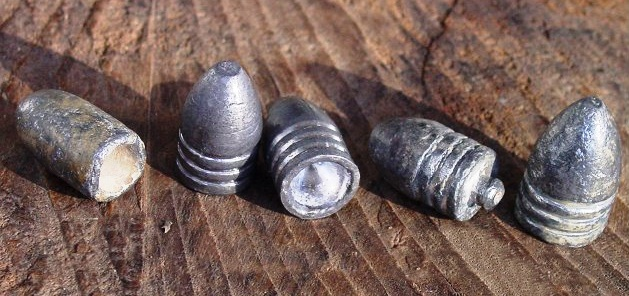
Proiettili Minié. Il loro calibro era leggermente inferiore a quello della canna e potevano essere introdotti in essa senza troppo sforzo. La concavità visibile sulla base però ne permetteva l'allargamento al momento dello sparo sotto la pressione dei gas e la perfetta adesione alla rigatura.

Lo Springfield Model 1861 è un moschetto a canna rigata (rifled musket) che adopera proiettili di tipo Miniè, in dotazione all'Esercito americano ed al Corpo dei Marines durante la Guerra di secessione. Comunemente ci si riferisce ad esso come "Springfield", dal momento che il suo originario luogo di produzione era a Springfield (Massachusetts). Esso fu di gran lunga il fucile più usato dall'esercito unionista nel corso della Guerra civile americana, a causa della sua gittata, della sua precisione e della sua potenza ed affidabilità.

## Caratteristiche
La differenza più notevole tra il Modello 1861 e il più antico Modello 1855 fu (nel modello più recente), l'eliminazione dell'innesco tipo Mainard. Questo consisteva in un nastro in carta o in rame sottile contenente le dosi di fulminato di mercurio distanziate tra di loro e disposto in modo tale che un meccanismo comandato dall'azionamento del cane lo facesse scorrere presentando di volta in volta una dose di innesco davanti al focone. Esso rappresentava un grande progresso rispetto ai vecchi meccanismi a pietra focaia, ma era comunque ancora di scarsa affidabilità e di alto costo. Nello Springfield modello 1861 si preferì quindi l'adozione del meccanismo (detto cap and ball) che prevedeva l'uso della capsula a percussione posta sul luminello. La produzione delle capsule era infatti meno costosa di quella dei nastri ed il loro funzionamento più sicuro.
Il modello 1861, la cui canna era lunga 40 pollici (101,6 cm.), sparava proiettili tipo Minié di calibro .58, ed il suo peso complessivo era di circa 9 libbre (circa 4 kg).  La gittata utile si aggirava intorno ai 200-300 metri ed usava come innesco la capsula a percussione. Truppe addestrate erano in grado di sparare a una cadenza di tre colpi al minuto, ed il tiro poteva essere preciso fino a distanze di 500 metri, sebbene in guerra spesso la distanza di combattimento fosse assai minore. La tacca di mira consisteva in un meccanismo "a foglia" (cioè a lamina metallica regolabile in altezza) a differenza di quella usata nell'Enfield mod. 1853, usato dall'Esercito confederato, in cui era presente un alzo rigido regolabile in altezza mediante un elemento scorrevole.
A causa del continuo aumento della domanda di armi, per far fronte alle esigenze belliche l'armeria governativa di Springfield diede in appalto la costruzione dell'arma a venti fabbriche private. Tra queste la più importante fu la Colt, che operò al modello varie piccole modifiche (per esempio alla canna ed al cane) tanto che si parla di "modello 1861 Colt special". Alcune di queste furono poi adottate anche per le armi fabbricate dalla stessa Springfield.
La baionetta dell'arma era del tipo con innesto a manicotto sulla canna e a sezione triangolare.

## Storia
Il modello 1861 fu di scarso uso durante i primi anni della guerra di secessione (molti reparti usavano infatti ancora il vecchio modello Springfield 1822 e 1842 a canna liscia, originariamente a pietra focaia ma convertiti per l'uso della capsula a percussione, in calibro .69). Tuttavia con il tempo queste vecchie armi furono sostituite tutte con il modello 1861 di cui vennero prodotti più di 700.000 esemplari anche grazie all'aiuto fornito dalle fabbriche private, come già detto.
Quest'arma rappresentò certo un passo in avanti nella realizzazione delle armi leggere americane e fu la prima ad essere prodotta in un così alto numero di esemplari. Alcuni storici però affermano che i vantaggi che il suo uso poteva comportare furono in parte vanificati dal fatto che spesso le reclute non erano adeguatamente istruite sul suo uso e che i vantaggi derivanti dall'accuratezza del tiro sulle lunghe distanze non poterono essere apprezzati poiché le truppe erano addestrate piuttosto agli scontri a distanza ravvicinata con grande volume di fuoco. Il proiettile calibro .58, inoltre, poiché per la sua pesantezza seguiva una traiettoria poco tesa, obbligava i soldati ad una accurata e continua taratura delle mire, cosa non sempre agevole sul campo di battaglia.
Il modello Springfield 1861 fu sostituito dal modello Springfield 1863, che era una versione leggermente migliorata. 

Dopo la guerra, con l'introduzione dei nuovi bossoli in ottone, numerosi Mod. 1861/1863 furono convertiti in fucili a retrocarica (Springfield mod.1865), montando una culatta incernierata, con apertura verso l'alto.

## Uso odierno
Lo Springfield modello 1861 è assai popolare, oggi, tra gli appassionati di rievocazioni di battaglie della guerra civile americana. Poiché però le armi originali dell'epoca sono rare e costose, essendo divenute ormai ricercati oggetti da collezione, si preferisce usare riproduzioni moderne fabbricate da Compagnie italiane specializzate in repliche di armi storiche, come Pedersoli, Armi Sport ed Euro Arms, di buona affidabilità e prezzo più contenuto.

## Il Mod. 1861 nella cultura di massa
- In ambito cinematografico, il Mod. 1861 compare nei film L'ultimo samurai e Gettysburg.[2]